# European Avalanche Warning Services
Die Arbeitsgruppe der europäischen Lawinenwarndienste (engl.: European Avalanche Warning Services – EAWS) ist ein freiwilliger Zusammenschluss europäischer Staaten, dessen Ziel es ist, die für die Lawinenwarnung zuständigen Behörden auf nationaler, regionaler bzw. kommunaler Ebene besser miteinander zu vernetzen.
Die Mission der EAWS ist ihre Mitglieder in der Bereitstellung effizienter und wirksamer Lawinenprognosen für die Bevölkerung zu unterstützen, um dadurch Personen- und Sachschäden aufgrund von Lawinen zu vermeiden.
Die Lawinenvorhersage als zentrales Endprodukt der jeweiligen Lawinenwarndienste (vgl. Liste amtlicher Lawinenwarndienste) der Mitgliedsstaaten bildet u. a. eine wesentliche Entscheidungsgrundlage für z. B. Wintersportgebiete, örtliche Lawinenkommissionen sowie den behördlichen Katastrophenschutz.
Die EAWS wurden im Jahr 1983 ins Leben gerufen. Sie stehen im direkten Wissensaustausch mit dem amerikanischen Avalanche Center sowie Avalanche Canada.

## Mitglieder
Mit Stand November 2022 zählen insgesamt 31 Mitglieder aus 17 Staaten Europas zu den EAWS. Diese umfassen einzelne oder sogar alle regionalen Lawinenwarndienste der Staaten Andorra, Deutschland, Finnland, Frankreich, Großbritannien, Island, Italien, Schweiz, Spanien, Norwegen, Österreich, Polen, Rumänien, Slowakei, Slowenien sowie Tschechien.
| Land                   | Institution           | URL                                    | Gründung    | Gebirge |
| ---------------------- | --------------------- | -------------------------------------- | ----------- | --- |
| Andorra                | SMA-OECC              | meteo.ad                               |             | |
| Österreich             | LWD Kärnten           | lawine-kaernten.at                     |             | Österreichische Alpen (Ostalpen N)                                                                                          |
| Österreich             | LWD NÖ                | lawinenwarndienst-niederoesterreich.at |             | Österreichische Alpen (Ostalpen N)                                                                                          |
| Österreich             | LWD OÖ                | oberoesterreich.avalanche-warnings.eu  |             | Österreichische Alpen (Ostalpen N)                                                                                          |
| Österreich             | LWD Salzburg          | lawine.salzburg.at                     |             | Österreichische Alpen (Ostalpen N)                                                                                          |
| Österreich             | LWD STMK              | lawine-steiermark.at                   |             | Österreichische Alpen (Ostalpen N)                                                                                          |
| Österreich             | LWD Tirol             | lawinen.report                         | 1960        | Österreichische Alpen (Ostalpen N)                                                                                          |
| Österreich             | LWD VBG               | vorarlberg.at/lawine                   |             | Österreichische Alpen (Ostalpen N)                                                                                          |
| Tschechien             | HS CR                 | horskasluzba.cz                        |             | Altvatergebirge (Jeseníky), Riesengebirge S (Krkonoše)                                                                      |
| Finnland               | FMI                   | ilmatieteenlaitos.fi                   |             | Finnisches Hügelland, Skandinavisches Gebirge NO (Nordfinn. Berggebiet / Pohjois-Suomen tunturialueelle)                    |
| Frankreich             | Météo-France          | meteofrance.com                        |             | Französische Alpen (Westalpen W; Alpes du Nord, Alpes du Sud), Jura W, Vogesen, Massif Central, Pyrenäen N, Korsika         |
| Deutschland            | LWD Bayern            | lawinenwarndienst.bayern.de            | 1967        | Bayerische Alpen (Nordalpen NO)                                                                                             |
| Island                 | IMO                   | en.vedur.is                            |             | |
| Italien                | Aineva                | aineva.it/bollettini                   |             | Italienische Alpen (Südalpen SW, Zentralalpen S, Westalpen O)                                                               |
| Italien                | Meteomont Army        | meteomont.org                          |             | |
| Italien                | Meteomont Carabinieri | meteomont.carabinieri.it               |             | |
| Italien                | Alpsolut              | livigno.eu                             |             | |
| Norwegen               | NGI                   | ngi.no                                 | 2009        | Skandinavisches Gebirge W                                                                                                   |
| Norwegen               | NVE                   | varsom.no                              |             | |
| Polen                  | Górskie Opr           | gopr.pl/lawiny                         |             | Westkarpaten N (Beskiden, Riesengebirge N / Karkonosze)                                                                     |
| Polen                  | Tatrańskie Opr        | lawiny.topr.pl                         |             | Hohe Tatra |
| Rumänien               | ANM                   | meteoromania.ro                        | 2004        | Ostkarpaten S, Südkarpaten                                                                                                  |
| Slowakei               | SLP+HZS               | laviny.sk                              |             | Westkarpaten SO |
| Slowenien              | ARSO                  | vreme.si                               |             | Slowenische Alpen (Julische Alpen/Julijske Alpe O, Steiner Alpen/Kamniško-Savinjske Alpe)                                   |
| Spanien                | AEMET                 | aemet.es                               | 2008        | Pyrenäen S, Kantabrisches Gebirge/Picos de Europa, Iberisches Geb. (Sys. Iberica), Iberisches Scheidegebirge (Sys. Central) |
| Spanien                | A LURTE               | alurte.es                              |             | |
| Spanien                | CLA                   | lauegi.report                          |             | Val d’Aran |
| Spanien                | ICGC                  | icgc.cat                               |             | |
| Schweden               | Swedish EPA           | lavinprognoser.se                      | 2012        | Skandinavisches Gebirge O                                                                                                   |
| Schweiz                | SLF                   | whiterisk.ch                           | 1942        | Schweizer Alpen (Zentralalpen N)                                                                                            |
| Vereinigtes Königreich | SAIS                  | sais.gov.uk                            | 1993 (1996) | Schottisches Hochland |

## Ziele
In ihrer Absichtserklärung formulieren die EAWS Ziele, welche von allen Mitgliedern abgesegnet werden. Als grundlegendste Intention wird die Unterstützung ihre Mitglieder bei der Vorhersage und Prävention von bzw. der Warnung vor Lawinenereignissen gesehen.
Die EAWS finden sich halbjährlich zu Arbeitsgruppen-Treffen bzw. im Zweijahresrhythmus zu einer europäischen Tagung zusammen. Ziel dieses Austausches ist es die Kommunikation zwischen den Mitgliedern anzuregen, um:
- Ideen und Erfahrungen zu den eigenen Arbeitsabläufen für die Vorhersage von Lawinen auszutauschen,
- einheitliche Kommunikations- und Visualisierungsstrategien für die Warnung vor Lawinengefahren zu entwickeln,
- die Effizienz der eigenen Arbeitsabläufe zu steigern und die eigenen Lawinenwarner fortzubilden.

## Standards
(Quelle: )

### Gefahrenskala
Im Jahr 1993 einigten sich die europäischen Lawinenwarndienste auf eine einheitliche, fünfstufige Lawinengefahrenskala, ein wichtiger Meilenstein in der Geschichte der EAWS. Die fünf Gefahrenstufen wurden später auch weltweit eingeführt und bilden heute den Standard der modernen Lawinenvorhersage.

### Lawinenprobleme
Die fünf Typen von Lawinenproblemen, wie sie von den EAWS definiert wurden, sollen typische Situationen der Schneeinstabilität im Lawinengelände beschreiben. Sie unterstützen Lawinenfachleute und Freizeitsportler bei der Beurteilung der Lawinengefahr, indem sie die Art der Instabilität der Schneedecke hervorheben. Sie ergänzen die Gefahrenstufe und die Gefahrenstellen (Hangneigung und Höhenlage) und stellen die dritthöchste Ebene in der Informationspyramide dar.

### Lawinengröße
Die EAWS unterteilt Lawinengrößen in fünf Klassen abhängig von ihrem potentiellen Zerstörungsgrad, ihrem Auslaufgebiet und ihren Dimensionen.

### Informationspyramide
Der Lawinenlagebericht ist inhaltlich bei allen Mitgliedern der EAWS gleich aufgebaut und strukturiert. Die Gliederung der Inhalte folgt dem Prinzip der Informationspyramide (Prinzip der umgekehrten Pyramide), welche das Wichtigste zuerst reiht. Im Fall des Lawinenlageberichts ist dies die Gefahrenstufe. Dann folgen Angaben über die Gefahrenstellen (Kernzone, d. h. Höhe und Exposition), das Lawinenproblem, die ausführliche Gefahrenbeurteilung sowie Informationen über die Schneedecke und das Wetter. Schließlich können auch Messdaten abgefragt werden.

### EAWS Matrix

EAWS-Matrix. Stand 2022.

Die EAWS-Matrix ist ein Instrument, das den Lawinenprognostikern dabei helfen soll, die Lawinengefahrenstufen objektiver zu bestimmen. Sie basiert auf den Definitionen der europaweit gültigen fünfstufigen Lawinengefahrenskala und dient der Vereinheitlichung der von den verschiedenen Lawinenwarndiensten ermittelten und ausgegebenen Lawinengefahrenstufen. Dies soll subjektive Einflüsse bei der Vorhersage der Lawinengefahr so weit wie möglich ausschließen.
Basierend auf den Faktoren „Schneedeckenstabilität“, „Häufigkeit der Gefahrenstellen“ und „Lawinengröße“ kann die Gefahrenstufe mit Hilfe der EAWS-Matrix ermittelt werden.

## Glossar
Die EAWS pflegen ein Glossar zum Thema Schnee und Lawinen mit über 100 Einträgen. Folgende Begriffe werden dort definiert/erläutert:
Abbauende Schneeumwandlung, isotherme Metamorphose; Abrissbreite, Breite des Anrisses (bei Schneebrettlawinen); Abstrahlung, Ausstrahlung, Strahlungsnacht; Altschneedecke; Altschneeproblem; Anraum; Anrissgebiet, Anrisszone; Anrisshöhe; Anrisslänge, Länge des Anrisses (bei Schneebrettlawinen); Anrissmächtigkeit, Dicke (bei Schneebrettlawinen); Aufbauende Umwandlung, Facettenbildung; Becherkristalle, Tiefenreif, Schwimmschnee; Bindungsarme Schneeschicht; Bodenlawine; Bruchharsch; Couloir; Destabilisiert; Durchfeuchteter Schnee, schwach feucht; Durchnässter Schnee; Eingewehte Hangzone; Einstrahlung; Einzugsgebiet (von Lawinen); Eislamelle; Eislawine; Entlastungsabstände; Exponiert; Exponierter Verkehrsweg; Exposition, Hangrichtung; Extremes Steilgelände; Felswandfuß; Fernauslösung; Festigkeit (im Schnee); Festigkeitsabnahme, -verlust (in einer Schneeschicht); Festigkeitszunahme (in einer Schneeschicht); Filziger Schnee; Firn; Firnspiegel; Fischmaul, Gleitschneemaul, Gleitschneeriss; Fließlawine; Gebundener Schnee; Gefahr; Gefahrenmuster; Gefahrenstellen (bei Lawinen); Gesicherte Gebiete; Gleiten, Schneegleiten; Gleitfläche; Gleitschneeproblem; Gleitschneerutsch, Gleitschneelawine; Grat; Graupel; Grundlawine; Grundwasseraustritt; Hangkante; Hangnaher Verkehrsweg; Hangneigung; Harsch; Harschdeckel; Hochgebirge; Härte (einer Schneeschicht); Höhenlage; Inneralpin; Insbesondere (bei großer Zusatzbelastung); Isotherme Schneedecke; Kamm; Kammfern, freie Hanglage; Kammlage, kammnah, gratnah, gipfelnah; Kantig abgerundete Schneekristalle; Kantigkörniger Schnee; Kleinräumig; Kritische Neuschneemenge; Künstliche Lawinenauslösung; Lawine (Schneelawine); Lawinenarten; Lawinengefahrenstufe; Lawinengröße; Lawinenkegel; Lawinenlagebericht, Lawinenbulletin; Lawinenprobleme; Lee-Hang, Windschattenhang; Lockerschneelawine; Lokal, örtlich; Luv-Hang, windexponierter Hang; Länge der Lawine; Mechanische Umwandlung; Mulde; Möglich (etwas ist möglich); Nassschneelawine; Nassschneemure, Sulzstrom; Nassschneeproblem; Natürliche Lawinenauslösung, Selbstauslösung von Lawinen, spontane Lawinen; Neuschnee; Neuschneemenge; Neuschneemenge; Neuschneeproblem; Nullgradgrenze; Oberflächenreif; Oberlawine; Passlage; Region, regional; Rinne, Runse; Rippe; Risiko; Rissbildung; Rundkörniger Schnee, feinkörniger Schnee; Rücken; Schattenhang, schattenseitig, schattseitig; Schmelz-Umwandlung; Schmelzform; Schmelzharsch, Schmelzharschdeckel, Schmelzkruste; Schneebrettlawine; Schneedecke; Schneedeckenaufbau; Schneedeckenfundament, Basisschicht; Schneedeckenstabilität; Schneedichte; Schneedicke; Schneedünen, Dünen; Schneefahne; Schneefallgrenze; Schneefegen; Schneegrenze; Schneehöhe; Schneehöhenzuwachs; Schneelast; Schneematsch, Faulschnee, Gatsch; Schneeprofil; Schneetreiben; Schneeumwandlung (Metamorphose); Schneeverfrachtung; Schwachschicht, schwache Schicht; Setzung; Setzungsgeräusche; Sicherheitsabstand; Sintern; Sonnenhang, Sonnenseitig, Sonnseitig; Spannungen (in der Schneedecke); Stabilisiert, verfestigt; Staublawine; Steilgelände; Strahlung; Störanfällig; Sulzschnee; Tagesgang, Tagesverlauf; Talflanke; Tallawine; Temperaturgradient; Tragfähige Schneedecke; Triebschneeansammlungen, Triebschneeablagerung, Triebschneelinse; Triebschneeproblem; Ungebundener Schnee; Verfestigung; Wahrscheinlich (etwas ist wahrscheinlich); Waldgrenze; Wasserwert; Wechte (ehemals Wächte); Wildschnee; Windabgewandt; Windexponiert; Windgangeln; Windharsch, Windharschdeckel; Windstärke; Zusatzbelastung;